# Skibob-Weltmeisterschaften 2010
Die 32. Skibob-Weltmeisterschaften fanden von 26. bis 29. Januar 2010 in Kirchberg in Tirol in Österreich statt. Ausgetragen wurden die Disziplinen Super-G, Riesenslalom und Slalom. Medaillen wurden außerdem in der Kombinationswertung vergeben. Für die Organisation zeichneten der Schibobclub (SBC) Kundl und der Skiklub Kirchberg verantwortlich.

## Teilnehmer
Teilnehmerländer und Anzahl der Starter in Klammern:
| Europa (11 Länder)                                                                            | Europa (11 Länder)                                                                        | Europa (11 Länder) |
| --------------------------------------------------------------------------------------------- | ----------------------------------------------------------------------------------------- | ------------------ |
| - Deutschland (3) - Frankreich (2) - Italien (1) - Kroatien (2) - Österreich (21) - Polen (6) | - Schottland (1) - Schweiz (3) - Tschechien (11) - Vereinigtes Königreich (2) - Wales (1) |                    |
| Amerika (2 Länder)                                                                            |                                                                                           |                    |
| - Brasilien (1)                                                                               | - Vereinigte Staaten (2)                                                                  |                    |
| Afrika (1 Land)                                                                               |                                                                                           |                    |
| - Nigeria (1)                                                                                 |                                                                                           |                    |

## Medaillenspiegel
Berücksichtigt sind nur die Rennen in der allgemeinen Klasse.
| Platz | Land       |   |   |   |    |
| ----- | ---------- | - | - | - | -- |
| 1     | Österreich | 7 | 5 | 6 | 18 |
| 2     | Tschechien | 1 | 2 | 2 | 5  |
| 3     | Schweiz    | – | 1 | – | 1  |

## Herren

### Super-G
| Platz | Land | Sportler           | Zeit (min) |
| ----- | ---- | ------------------ | ---------- |
| 01    | AUT  | Markus Moser       | 1:08,06    |
| 02    | SUI  | Björn Walter       | 1:09,01    |
| 03    | CZE  | David Krejčí       | 1:09,02    |
| 04    | AUT  | Gerhard Hauer      | 1:09,67    |
| 05    | CZE  | Aleš Housa         | 1:09,97    |
| 06    | AUT  | Christian Ablinger | 1:10,51    |
| 07    | AUT  | Martin Gutjahr     | 1:11,66    |
| 08    | SUI  | Urs Tschümperlin   | 1:12,13    |
| 09    | CZE  | Ondřej Pavlíček    | 1:12,27    |
| 10    | AUT  | Daniel Depauli     | 1:13,59    |

Datum: 27. Januar, 11:00 Uhr

Strecke: Gaisberg

Starthöhe: 1245 m, Zielhöhe: 870 m

Höhenunterschied: 375 m, Länge: 1490 m

Kurssetzer: Petra Gamper (AUT), 37 Tore
33 Sportler am Start, davon 21 klassiert

Ausgeschieden u. a.: Pavel Čiháček (CZE), disqualifiziert u. a.: Gerfried Seeber (AUT)
Titelverteidiger:  David Krejčí

### Riesenslalom
| Platz | Land | Sportler           | Zeit (min) |
| ----- | ---- | ------------------ | ---------- |
| 01    | AUT  | Markus Moser       | 2:27,51    |
| 02    | AUT  | Gerhard Hauer      | 2:28,41    |
| 03    | CZE  | David Krejčí       | 2:30,05    |
| 04    | AUT  | Martin Gutjahr     | 2:31,70    |
| 05    | AUT  | Christian Ablinger | 2:32,88    |
| 06    | SUI  | Björn Walter       | 2:33,34    |
| 07    | SUI  | Urs Tschümperlin   | 2:36,60    |
| 08    | AUT  | Paul Probst        | 2:39,88    |
| 09    | GER  | Jakob Jocham       | 2:40,40    |
| 10    | AUT  | Harald Auer        | 2:41,58    |

Datum: 28. Januar, 10:00 Uhr bzw. 13:00 Uhr

Strecke: Gaisberg

Starthöhe: 1188 m, Zielhöhe: 870 m

Höhenunterschied: 318 m, Länge: 980 m

Kurssetzer 1. Durchgang: Willy Hediger (SUI), 31 Tore

Kurssetzer 2. Durchgang: Pavel Hlaváč (CZE), 31 Tore
31 Sportler am Start, davon 15 klassiert

Ausgeschieden u. a.: Gerfried Seeber (AUT)
Titelverteidiger:  David Krejčí

### Slalom
| Platz | Land | Sportler           | Zeit (min) |
| ----- | ---- | ------------------ | ---------- |
| 01    | AUT  | Markus Moser       | 1:29,46    |
| 02    | CZE  | David Krejčí       | 1:30,73    |
| 03    | AUT  | Gerhard Hauer      | 1:31,93    |
| 04    | AUT  | Martin Gutjahr     | 1:33,93    |
| 05    | AUT  | Gerfried Seeber    | 1:33,96    |
| 06    | AUT  | Christian Ablinger | 1:34,07    |
| 07    | CZE  | Aleš Housa         | 1:35,96    |
| 08    | AUT  | Martin Gastl       | 1:38,06    |
| 09    | CZE  | Ondřej Pavlíček    | 1:38,90    |
| 10    | AUT  | Harald Auer        | 1:40,92    |

Datum: 29. Januar, 10:00 Uhr bzw. 12:30 Uhr

Strecke: Gaisberg

Starthöhe: 1030 m, Zielhöhe: 870 m

Höhenunterschied: 160 m, Länge: 550 m

Kurssetzer 1. Durchgang: Jacek Stalmach (AUT), 45 Tore

Kurssetzer 2. Durchgang: Petra Gamper (AUT), 40 Tore
32 Sportler am Start, davon 19 klassiert

Ausgeschieden u. a.: Urs Tschümperlin (SUI), disqualifiziert u. a.: Björn Walter (SUI)
Titelverteidiger:  David Krejčí

### Kombination
| Platz | Land | Sportler            | Zeit (min) |
| ----- | ---- | ------------------- | ---------- |
| 01    | AUT  | Markus Moser        | 5:05,03    |
| 02    | CZE  | David Krejčí        | 5:09,80    |
| 03    | AUT  | Gerhard Hauer       | 5:10,01    |
| 04    | AUT  | Martin Gutjahr      | 5:17,29    |
| 05    | AUT  | Christian Ablinger  | 5:17,46    |
| 06    | CZE  | Aleš Housa          | 5:30,71    |
| 07    | GER  | Jakob Jocham        | 5:37,76    |
| 08    | GBR  | William Osbaldeston | 7:53,68    |
| 09    | USA  | Patrick Neelan      | 9:08,39    |

Das Ergebnis der Kombination setzt sich aus den addierten Zeiten von Super-G, Riesenslalom und Slalom zusammen.

9 Sportler klassiert
Titelverteidiger:  David Krejčí

## Damen

### Super-G
| Platz | Land | Sportler           | Zeit (min) |
| ----- | ---- | ------------------ | ---------- |
| 01    | CZE  | Klára Hofmanová    | 1:13,11    |
| 02    | AUT  | Kerstin Mayrhofer  | 1:13,71    |
| 03    | AUT  | Petra Mörtenhuemer | 1:14,19    |
| 04    | AUT  | Iris Lienhard      | 1:15,95    |
| 05    | CZE  | Aneta Havlíčková   | 1:18,06    |
| 06    | CZE  | Karolina Podraska  | 1:18,09    |
| 07    | GER  | Monika Lehmpfuhl   | 1:20,53    |
| 08    | POL  | Wioletta Pachula   | 1:23,40    |
| 09    | FRA  | Jessica Mongellaz  | 1:29,85    |
| 10    | POL  | Agata Hołomek      | 1:30,70    |

Datum: 27. Januar, 11:00 Uhr

Strecke: Gaisberg

Starthöhe: 1245 m, Zielhöhe: 870 m

Höhenunterschied: 375 m, Länge: 1490 m

Kurssetzer: Petra Gamper (AUT), 37 Tore
14 Sportlerinnen am Start, davon 11 klassiert

Ausgeschieden: Kerstin Mörtenhuemer (AUT), disqualifiziert: Lisa Zaff (AUT)
Titelverteidigerin:  Kerstin Mayrhofer

### Riesenslalom
| Platz | Land | Sportler             | Zeit (min) |
| ----- | ---- | -------------------- | ---------- |
| 01    | AUT  | Petra Mörtenhuemer   | 2:37,26    |
| 02    | AUT  | Iris Lienhard        | 2:40,31    |
| 03    | AUT  | Kerstin Mörtenhuemer | 2:47,35    |
| 04    | AUT  | Lisa Zaff            | 2:49,92    |
| 05    | AUT  | Kerstin Mayrhofer    | 2:51,49    |
| 06    | CZE  | Aneta Havlíčková     | 2:52,53    |
| 07    | GER  | Monika Lehmpfuhl     | 2:54,72    |
| 08    | CZE  | Klára Hofmanová      | 2:58,23    |
| 09    | POL  | Wioletta Pachula     | 3:02,59    |
| 10    | FRA  | Jessica Mongellaz    | 3:07,02    |

Datum: 28. Januar, 10:00 Uhr bzw. 13:00 Uhr

Strecke: Gaisberg

Starthöhe: 1188 m, Zielhöhe: 870 m

Höhenunterschied: 318 m, Länge: 980 m

Kurssetzer 1. Durchgang: Willy Hediger (SUI), 31 Tore

Kurssetzer 2. Durchgang: Pavel Hlaváč (CZE), 31 Tore
14 Sportlerinnen am Start, davon 12 klassiert

Titelverteidigerin:  Iris Lienhard

### Slalom
| Platz | Land | Sportler             | Zeit (min) |
| ----- | ---- | -------------------- | ---------- |
| 01    | AUT  | Iris Lienhard        | 1:38,31    |
| 02    | AUT  | Petra Mörtenhuemer   | 1:39,25    |
| 03    | AUT  | Kerstin Mayrhofer    | 1:40,75    |
| 04    | AUT  | Kerstin Mörtenhuemer | 1:41,44    |
| 05    | CZE  | Klára Hofmanová      | 1:41,80    |
| 06    | AUT  | Lisa Zaff            | 1:42,82    |
| 07    | CZE  | Karolina Podraska    | 1:45,03    |
| 08    | CZE  | Aneta Havlíčková     | 1:48,31    |
| 09    | POL  | Wioletta Pachula     | 1:52,15    |
| 10    | GER  | Monika Lehmpfuhl     | 1:52,63    |

Datum: 29. Januar, 10:00 Uhr bzw. 12:30 Uhr

Strecke: Gaisberg

Starthöhe: 1030 m, Zielhöhe: 870 m

Höhenunterschied: 160 m, Länge: 550 m

Kurssetzer 1. Durchgang: Jacek Stalmach (AUT), 45 Tore

Kurssetzer 2. Durchgang: Petra Gamper (AUT), 40 Tore
14 Sportlerinnen am Start, davon 13 klassiert

Ausgeschieden: Claudia Hartl (AUT)
Titelverteidigerin:  Petra Mörtenhuemer

### Kombination
| Platz | Land | Sportler                      | Zeit (min) |
| ----- | ---- | ----------------------------- | ---------- |
| 01    | AUT  | Petra Mörtenhuemer            | 5:30,70    |
| 02    | AUT  | Iris Lienhard                 | 5:34,57    |
| 03    | AUT  | Kerstin Mayrhofer             | 5:45,95    |
| 04    | CZE  | Klára Hofmanová               | 5:53,14    |
| 05    | CZE  | Aneta Havlíčková              | 5:58,90    |
| 06    | GER  | Monika Lehmpfuhl              | 6:07,88    |
| 07    | POL  | Wioletta Pachula              | 6:18,14    |
| 08    | FRA  | Jessica Mongellaz             | 6:43,12    |
| 09    | POL  | Agata Hołomek                 | 6:59,42    |
| 10    | BRA  | Christiane Driemeyer-Stenchly | 7:58,55    |

Das Ergebnis der Kombination setzt sich aus den addierten Zeiten von Super-G, Riesenslalom und Slalom zusammen.

10 Sportlerinnen klassiert
Titelverteidigerin:  Iris Lienhard

## Altersklassen
Neben den Herren- und Damenrennen in der allgemeinen Klasse wurden in allen Disziplinen auch die männlichen Weltmeister in der Jugendklasse ermittelt. Die Weltmeisterschaften in den übrigen Klassen (Schüler, Jugend weiblich und Altersklassen) wurden separat von 25. bis 28. Februar 2010 in der Gaal ausgetragen.